# Lorraine-Dietrich A.4
Der Lorraine-Dietrich A.4 ist ein Pkw-Modell der 1920er Jahre. Hersteller war Lorraine-Dietrich in Frankreich.

## Beschreibung
Das Fahrzeug stand von 1923 bis 1926 im Sortiment. Es war das hubraumschwächste Modell des Herstellers nach dem Ersten Weltkrieg.
Marius Barbarou entwickelte den Vierzylinder-Monoblockmotor mit OHV-Ventilsteuerung. Er hat 75 mm Bohrung, 130 mm Hub und 2297 cm³ Hubraum. Der Motor war damals in Frankreich steuerlich mit 12 CV eingestuft. Er leistet 45 bis 55 PS. Die Zylinderabmessungen entsprechen denjenigen des größeren B.6 mit einem Sechszylindermotor.
Der Motor ist vorn längs im Fahrgestell eingebaut. Er treibt über ein Dreiganggetriebe und eine Kardanwelle die Hinterachse an. Die Bremse wirkt bei den Modellen bis Modelljahr 1924 nur auf die Hinterräder. Erst danach wurden Vierradbremsen eingeführt.
Die Wagen hat einheitlich 1400 mm Spurweite.
1923 gab es nur eine Standardausführung mit 2945 mm Radstand. In den Folgejahren wurde sie A.4 normal genannt, denn der von 1924 bis 1926 angebotene A.4 long hatte 3120 mm Radstand. Erhältlich waren Torpedo und Limousine.
Ein restaurierter Torpedo von 1926 wurde 2022 auf einer Auktion für 43.660 Euro versteigert. Ein sehr schlecht erhaltener Torpedo aus der Baillon-Sammlung brachte 2015 dagegen mit 47.680 Euro einen höheren Betrag.